# Территории общего пользования
Территории общего пользования — территории, которыми беспрепятственно пользуется неограниченный круг лиц (в том числе площади, улицы, проезды, набережные, береговые полосы водных объектов общего пользования, скверы, бульвары) .
Также, земельные участки общего пользования — находящиеся в государственной или муниципальной собственности, не закрытые для общего доступа земельные участки, на которых граждане имеют право свободно, без каких-либо разрешений находиться и использовать имеющиеся на этих участках природные объекты в пределах, допускаемых законом и иными правовыми актами, а также собственником соответствующего земельного участка.
Территории (земельные участки) общего пользования не подлежат приватизации.

## Перечень территорий общего пользования
Территории, занятые:
- площадями, улицами, проездами;
- набережными, бульварами;
- автомобильными дорогами;
- скверами, городскими садами, парками;
- городскими лесами, лесопарками;
- водными объектами общего пользования;
- пляжами, береговой полосой водных объектов общего пользования[3].

Перечень территорий общего пользования не является исчерпывающим.

## Леса как территории общего пользования
Граждане имеют право свободно и бесплатно пребывать в лесах и для собственных нужд осуществлять заготовку и сбор дикорастущих плодов, ягод, орехов, грибов, других пригодных для употребления в пищу лесных ресурсов, а также недревесных лесных ресурсов.
Предоставленные гражданам и юридическим лицам лесные участки могут быть огорожены только в случаях, предусмотренных Лесным кодексом.
Пребывание граждан может быть запрещено или ограничено в лесах, которые расположены на землях обороны и безопасности, землях особо охраняемых природных территорий, иных землях, доступ граждан на которые запрещен или ограничен в соответствии с федеральными законами.
Пребывание граждан в лесах может быть ограничено только в целях обеспечения:
пожарной безопасности и санитарной безопасности в лесах;
безопасности граждан при выполнении работ.

## Территории общего пользования в градостроительной деятельности
Территории общего пользования могут включаться в состав различных территориальных зон. Действие градостроительного регламента не распространяется на земельные участки в границах территорий общего пользования. В документации по планировке территории существующие, планируемые границы территорий общего пользования обозначаются красными линиями.